# تورستن يندستروم
تورستن يندستروم (بالسويدية: Torsten Lindström)‏ هو سياسي سويدي، ولد في 1974. انتخب عضو البرلمان السويدي ‏.